# Нарежный, Василий Трофимович
Васи́лий Трофи́мович Наре́жный  (1780, Устивица — 21 июня [3 июля] 1825, Санкт-Петербург) — русский писатель, автор первого бытового русского романа, родоначальник реалистической школы, предшественник Гоголя. Наиболее значительные его произведения — романы «Бурсак», «Российский Жилблаз», «Два Ивана, или Страсть к тяжбам».

## Биография
Василий Нарежный происходил из мелкой шляхты Миргородской сотни Гадячского повета (Малороссийской, затем Полтавской губернии). Первоначальную школьную подготовку получил, по всей вероятности, в черниговской семинарии, которая дала ему ряд впечатлений, переданных потом в его романах. В 1792 году поступил в дворянскую гимназию при Московском университете и по истечении 6 лет «производится», за отличные успехи в науках, в студенты. Пробыв около двух лет в Московском университете, в октябре 1801 года поступил на службу чиновником при правителе Грузии П. И. Коваленском. В Грузии занимал различные должности до 1803 года, затем служил в Петербурге, сначала в министерстве внутренних дел, потом в горной экспедиции кабинета, наконец, после кратковременной отставки, в военном министерстве.
Несмотря на значительный успех, которым он пользовался в современной ему литературе, Нарежный всю жизнь прожил в стороне от литературного мира, не участвуя в борьбе карамзинистов с Шишковым и его друзьями. Мелкий чиновник, не имевший доступа в высшие круги общества, где сосредоточивалась тогда главным образом литературная жизнь, Нарежный творил, не угождая современности, но невольно отражал наиболее характерные черты своей эпохи. Он умер 21 июня (3 июля) 1825 года.

## Творчество
Ещё студентом помещает повести и поэмы, написанные под сильным влиянием Державина, в «Приятном и полезном препровождении времени» Подшивалова и Сохацкого (1798) и в «Ипокрене» Сохацкого (1799—1800). Относящаяся к этому же приблизительно времени трагедия «Кровавая ночь, или Конечное падение дома Кадмова» не выделяется из ряда современных ей трагедий, но указывает на дарование автора. Жизнь в Тифлисе, служебные столкновения с новыми людьми дали Нарежному возможность многое увидеть и на многое негодовать: злоупотребления чиновников, бесправие, общее невежество, жадность к наживе — всё это изображено им в сатирическом романе «Чёрный год, или Горские князья», наполненном, по образцу модных тогда romans d’aventures, массой самых невероятных приключений; но эти приключения служат лишь фоном, по которому автор рисует ряд типов кавказских администраторов. Это было причиной того, что роман появился в печати лишь в 1829 году, после смерти автора; в это время грузинские дела были забыты, а вкусы публики и критики настолько развились, что роман оказался устарелым. В 1804 году Нарежный напечатал трагедию «Димитрий Самозванец» — крайне неудачный сколок с «Разбойников» Шиллера. Открытие «Слово о Полку Игореве», переводы песен Оссиана и вообще оживление интереса к родной старине и народности отразилось и на Нарежном; он выпускает в свет первую часть «Славенских вечеров» (1809). Повести, вошедшие в её состав, не выше многих других тогдашних повестей, но критика отнеслась к «Славенским вечерам» довольно благосклонно. В 1810 году Нарежный печатает в журнале «Цветник» ещё две повести, несколько более удобочитаемые.
В 1814 году появились первые три части романа Нарежного «Российский Жилблаз, или Похождения князя Гаврилы Симоновича Чистякова». Здесь, на канве, взятой у Лесажа, Нарежный дал немало картин из русской жизни. Роман, разрешённый цензурой, был, однако, отобран и уничтожен по распоряжению министра народного просвещения графа Разумовского, за безнравственность и за «предосудительные и соблазнительные места». Настоящей причиной запрещения были обличения масонов, изображенных Нарежным в крайне непривлекательном, карикатурном виде (они в это время пользовались покровительством властей); был затронут им и вопрос о нормальности крепостного права, приведены примеры злоупотребления помещичьей властью, впервые в русской литературе критиковался антисемитизм. Это — настоящий русский бытовой роман, отразивший наиболее выдающиеся черты русской литературы и общественной жизни той эпохи: славянофильство шишковистов, хищничество чиновников, скудость интересов высшего класса, бесхарактерность представителей русской интеллигенции. Всё это, несмотря на длинноты, растрёпанный стиль и неуклюжее построение романа, очерчено живо, характерно и выпукло. В полном объёме роман был издан в 1938 году, вышедшие в 1813—1814 гг. три его части были конфискованы в книжных магазинах и стали библиографической редкостью. Роман был известен в основном в рукописной версии, поэтому его читали мало, и он почти не оказал влияния на современников.
Гораздо слабее повесть «Аристион, или Перевоспитание» (1822), принадлежащая к разряду нравоучительных, которыми так богат XVIII век. Талантливо начертан только тип скупца — пана Тараха, — предшественника гоголевского Плюшкина. В 1824 году Нарежный издал «Новые повести», частью в сентиментальном роде («Мария»), частью в восточном, поучительном («Турецкий суд»), главным же образом — в том направлении, которому он следовал в «Жильблазе». Повести «Богатый бедняк», «Запорожец», «Заморский принц» являются чисто реальными, нравоописательными; последняя представляет собой скорее комедию и имеет некоторое сходство с «Ревизором».
Наиболее известное произведение Нарежного, «Бурсак», вышло в свет в 1824 году. Оно вполне самостоятельно, как в сюжете, так и в деталях. Типы, не шаржированные, а нарисованные прямо с натуры, отличаются замечательной жизненностью. Герой, Неон, проходящий многотрудную стезю бурсацкого воспитания, является совершенно живым лицом, приключения его вполне возможны и вытекают одно из другого; характер героя обусловлен внешней обстановкой его жизни. Лишь в конце романа заметны неправдоподобие в действии и уступки требованиям сентиментальной школы. Повесть «Два Ивана, или Страсть к тяжбам» (1825) вышла через две недели после смерти автора. Здесь изображено сутяжничество малороссов: два соседа заводят тяжбу, которая разоряет их обоих (сюжет, позже послуживший Гоголю для его «Повести о том, как поссорился Иван Иванович с Иваном Никифоровичем»).
В последнем неоконченном романе Нарежного «Гаркуша, малороссийский разбойник» (1825), о жизни и подвигах легендарного украинского защитника крестьян и бедняков, находят наиболее полное и сильное выражение антидворянская позиция писателя, его протест против крепостничества.
Романы и повести Нарежного изданы Смирдиным в 1835—1836 годах; позже отдельно издан А. С. Сувориным «Бурсак».

### Оценки
Тогдашняя критика не раз упрекала Нарежного за отсутствие «образованного вкуса», за необработанность языка, за стремление изображать отрицательные, грязные стороны жизни, пьянство, пошлость и грязь серого обыденного быта. Упрощённо-натуралистическое изображение внешней бытовой стороны жизни критики сравнивали с жанровой фламандской живописью, с картинами Теньера (Тенирса) и называли Нарежного «Теньером русской литературы», но признавали за ним и достоинства, например, уменье сохранить в рассказе характер «местности и народности». По мнению князя П. А. Вяземского, Нарежному «одному и первому» из современных ему писателей удалось победить величайшую трудность — охватить подробности русской жизни для составления русского романа.
Историческое значение Нарежного велико; он может быть назван предшественником Гоголя. Он первый дал образцы русского романа, свободного от подражательности сентиментальным, нравоучительно-отвлеченным переводным романам, которыми зачитывалась русская публика конца XVIII и начала XIX века. И. А. Гончаров высоко оценил Нарежного как зачинателя русской реалистической прозы:

Нельзя не отдать полной справедливости и уму, и необыкновенному, по тогдашнему времени, уменью Нарежного отделываться от старого и создавать новое. Белинский глубоко прав, отличив его талант и оценив его как первого русского по времени романиста. Он школы Фон-Визина, его последователь и предтеча Гоголя. Я не хочу преувеличивать, прочитайте внимательно и вы увидите в нем намеки, конечно, слабые, туманные, часто в изуродованной форме, на типы характерные, созданные в таком совершенстве Гоголем.
Главным недостатком произведений Нарежного В. Г. Белинский назвал бедность внутреннего содержания. Внутренний мир романов Нарежного и их персонажей был слишком условен, подчинён морально-дидактической схеме, это было причиной того, что Нарежному не удалось подняться до критического реализма гоголевской прозы.

## Сочинения
- Бурсак. — Санкт-Петербург, 1881. — [8], 374 с.
- Российский Жилблаз или Похождения князя Гаврилы Симоновича Чистякова: Роман в 6 ч. / Ред., статья и примеч. Н. Л. Степанова. — Москва : Художественная литература, 1938. — 2 т.
- Избранные сочинения в 2 томах. — Москва : Государственное издательство художественной литературы, 1956.
- Избранное / Сост. и пред. В. А. Грихин, В. Ф Калмыков. — Москва : Советская Россия, 1983.
- Сочинения в 2 томах. — Москва : Художественная литература, 1983.